# 加群の根基
数学において、加群の理論において、加群の根基 (radical) は構造と分類の理論の構成物である。それは環のジャコブソン根基の一般化である。いろいろな意味でそれは M の半単純成分 soc(M) の概念の双対概念である。

## 定義
R を環とし M を左 R-加群とする。M の部分加群 N は商 M/N が単純加群であるときに極大 (maximal) あるいは cosimple と呼ばれる。加群 M の根基 (radical) は M のすべての極大部分加群の共通部分である
{\displaystyle \mathrm {rad} (M)=\bigcap \{N\mid N{\mbox{ is a maximal submodule of M}}\}\,}
同じことだが、
{\displaystyle \mathrm {rad} (M)=\sum \{S\mid S{\mbox{ is a superfluous submodule of M}}\}\,}
これらの定義は soc(M) に対して直接的な双対の類似をもつ。

## 性質
- rad(M) は余剰部分加群全体の和であるという事実に加えて、ネーター加群において rad(M) それ自身が余剰部分加群である。
- すべての右 R-加群 M に対して rad(M) ={0} であるような環を右 V-環 (right V-ring) と呼ぶ。
- 任意の加群 M に対して、rad(M/rad(M)) は 0 である。
- M が有限生成加群であることと M/rad(M) が有限生成かつ rad(M) が M の余剰部分加群であることは同値である。